# Bevinakuppe, Pandavapura
Bevinakuppe là một làng thuộc tehsil Pandavapura, huyện Mandya, bang Karnataka, Ấn Độ.